# Aeroportul Avignon – Caumont
Aeroportul Avignon – Caumont (IATA: AVN, ICAO: LFMV) este un aeroport din Montfavet⁠(d), Vaucluse, Provența-Alpi-Coasta de Azur, Franța metropolitană, Franța ce deservește zona Avignon. Aeroportul a fost tranzitat în 2022 de 9.911 pasageri. A fost deschis în 1937 și numit după zona deservită.
Situat la o altitudine de 38 m, aeroportul dispune de 1 pistă.

## Infrastructură

### Piste
Aeroportul dispune de o singură pistă. Pista are orientarea 17/35.